# 고양이의 습성
본 내용은 고양이의 습성에 다루는 내용이다.

## 의사소통
새끼 고양이들은 의사소통을 원활하기 위해서 이른 시기에 발성 과정이 필요하다. 발성 강도의 변화는 새끼 고양이들에게 얼마나 큰 결과를 주느냐에 따라서 변화하게 된다. 다른 발성과 관련된 몇가지 예시들을 아래에서 설명할 것이다.
가르랑거리면서 부드러운 울음소리를 내는 것은 고양이가 만족한 상태이거나, 혹은 아프다는 신호일 수 있다. 야옹하고 우는 소리는 반갑다는 인사말로 자주 사용된다. 냥냥거리는 소리는 어미가 그녀의 자식과 소통할 때 일어나는 소리이다. 하악거리는 소리와 같은 짧게 내는 소리는 고양이가 화가 났거나 방어적인 상태라는 것을 말한다. 이것을 고양이 집사들은 '하악질'이라고 한다. 고양이가 울부짖는 것은 스트레스를 받거나 위협을 느꼈을 때 내는 소리이다. 사냥 중이거나, 혹은 사냥을 자제하고 있을 때에는 껙껙거리는 소리를 낸다.
그리고 고양이들이 그릉그릉 거리는데, 이것은 대개 기분이 좋아서 내는 소리이긴 하지만, 아프거나 컨디션이 좋지 않을 때 마음을 진정시키기 위해 낼 때도 있다. 이 소리를 몇몇의 집사들은 '골골송' 이라 부르기도 한다.

### 털 손질
집고양이와 길고양이가 구강 털 손질을 하는 것은 매우 일반적인 행동이다. 최근 집고양이에 관한 연구 결과에 따르면 고양이들은 휴식 시간의 8%를 자신들을 털 손질 하는데에 사용한다고 한다. 털 손질은 고양이들 스스로 깨끗하게 하는 것 뿐만 아니라, 체외 기생충을 확실히 막는 다는 데에서 굉장히 중요하다. 벼룩은 고양이의 가장 흔한 체외 기생충인데, 일부 연구에서는 고양이가 털 손질을 하는 것이 벼룩을 제거하는 데 매우 효과적이라는 것을 암시하는 간접적인 증거라고 제시하고 있다. 고양이들은 체외 기생충을 막는데에 혓바닥을 사용하는 것 뿐 아니라 손톱으로 긁어 목과 머리에 있는 벼룩들을 쫓아내는 데 보조적인 용도로 사용한다.

### 바디 랭귀지

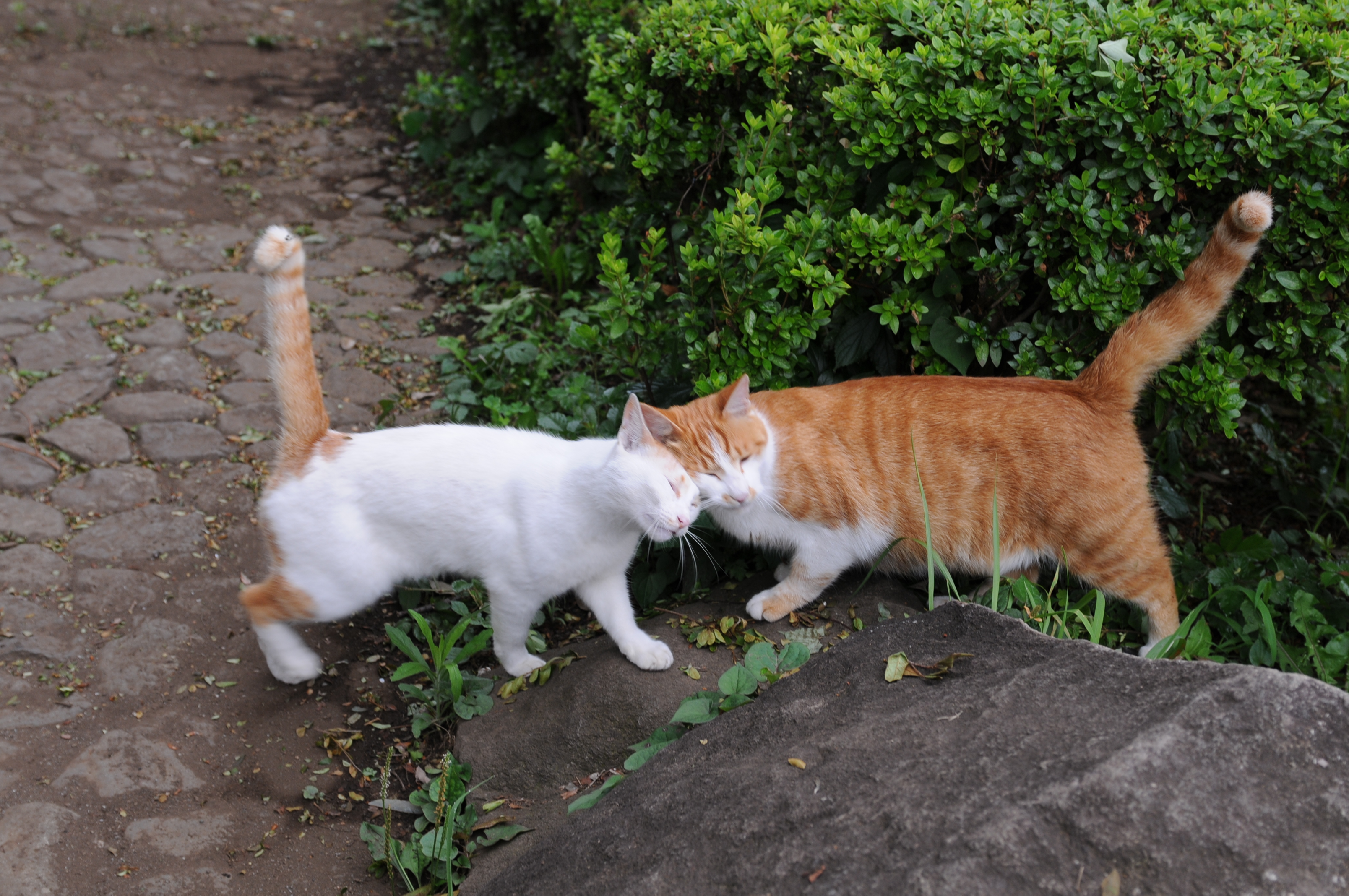
고양이들이 서로의 얼굴을 비비면서 인사를 나누고 있다. 위로 향한 "물음표 모양"의 꼬리는 친근감이나 행복을 나타낸다

고양이들은 의사소통을 하는 데 있어서 바디 랭귀지에 매우 의존한다. 고양이는 사물에 비비적거리거나, 사람을 핥거나, 혹은 가르랑거린다. 고양이의 바디 랭귀지의 대부분은 꼬리, 귀, 머리 위치, 등 자세를 통해서 나타난다. 고양이들은 그들의 몸을 부르르 떨거나, 뱀과 같은 모양으로 만들거나, 또는 갑자기 좌우로 흔들거나, 가끔은 동물이나 사물에게 마치 사냥 놀이를 하는 것 같은 행동들을 꼬리를 빠르게 움직여서 나타낸다. 만약 고양이가 꼬리를 흔드는 것이 유일한 상호작용에 대한 표시일지라도, 소리에 의해서 귀와 머리를 움직이는 것은 고양이가 소리에 의해서 주의를 기울이는 것은 더 나은 표시일 것이다.

### 냄새 표시
이러한 행동들은 모두 고양이가 영역을 표시하는 것으로 여겨진다. 얼굴 표시를 하는 행동은 그들의 영역이 안전하다는 것을 말한다. 고양이가 좋아하는 영역에는 중요한 사물에 볼을 문지르면서 볼에 있는 샘을 이용해 화학적인 페로몬을 분비한다. 이 페로몬은 만족의 페로몬이다. 고양이 얼굴에서 나는 페로몬을 인위적으로 가공한 것은 거래가 가능하다.
고양이는 엉덩이에 분비 주머니나 냄새 분비선을 가지고 있다. 냄새는 배변이 사라지면서 침전된다. 온전한 수컷 고양이와는 달리, 암컷 고양이와 중성화 수술을 받은 남성 고양이는 영역 표시를 하지 않는다. 영역 표시는 수직 표면에 몸을 받치고 그 표면에 오줌을 뿌리는 것으로 끝이 난다. 개의 생식기와는 달리, 고양이의 생식기는 뒤로 향해 있다. 성인일 때 중성화된 수컷은 중성화 이후에도 소변을 흩뿌릴 수 있다. 쓰레기 박스와 같이 집에서 수평의 표면에 소변을 보는 것은 상자의 재질이나 위생상태, 혹은 혼자 있는 것 등의 요소 때문에 박스에 대해서 불만을 표시할 수 있다. 또한 요로에 대한 문제가 있다는 신호일 가능성도 있다. 영양실조인 수컷 고양이들은 크리스탈 형태의 소변을 볼 수 있는데, 이것은 요도가 막혀서 긴급한 상황을 일으킬 수 있다.

### 자세
고양이의 자세는 고양이가 느끼는 감정을 표한다. 고양이들 끼리 있거나, 사람이나 다른 동물들과 있을 때 고양이의 타고난 행동들을 관찰하기 가장 좋을 때이다. 고양이의 자세는 상황에 따라서 친근해질 수도, 공격적이 될 수도 있다. 가장 기본적이고 보기 쉬운 고양이의 자세들은 다음과 같다.
- 편안함 – 고양이가 옆으로 누워있거나 앉아 있는 것을 볼 수 있다. 호흡은 느리거나 평범하고, 다리는 구부리고 있거나, 쭉 뻗고 있다. 꼬리는 느슨하게 말려 있고, 늘어나 있거나, 또는 들어 올려져 있다. 고양이가 서있을 때에는 아래로 축 쳐져 있기도 한다.
- 스트레칭  – 고양이가 편안하다는 것을 나타내는 또 다른 자세이다.
- 하품  – 혼자서 하품을 하거나, 또는 스트레칭을 하는 중에 발생한다. 고양이가 편안하다는 또 다른 자세이다.
- 경계  – 고양이는 배를 깔거나, 앉아있는다. 고양이의 등은 움직이거나 서있을 때 거의 수평을 유지한다. 고양이는
- 긴장 – 고양이는 서있거나 뒷걸음질 치면서 하체를 상체보다 낮게 한 후 배를 깔아둔다. 서있을 때 뒷다리는 굽혀져 있고, 앞다리는 뻗어있다. 꼬리는 아래쪽으로 팽팽하게 뻗거나 말은 채로 몸에 가까이 둔다. 고양이가 일어서는 중에는 씰룩거릴 수 있다.
- 걱정/배란 – 고양이는 배를 깔아놓는다. 서있거나 움직일 때 하체를 상체보다 훨씬 더 명확하게 낮춘다. 호흡은 빨라지고, 다리는 몸의 밑에 밀어넣는다. 꼬리는 몸 가까이에 붙여놓거나 앞으로 말아둔다(서있을 경우 몸쪽에 가까이), 꼬리의 끝은 위아래로 움직인다(혹은 좌우로).
- 두려움 – 고양이가 배를 바닥에 깔거나 정확히 발바닥 끝에 엎드린다. 서있을 때는 몸을 흔들면서 바닥 가까이에 붙여놓는다. 호흡 또한 빨라지고, 네 발로 서 있을 때 다리는 바닥 가까이 구부리고 있으며, 꼬리는 몸 가까이에 말아둔다.
- 겁먹음 – 고양이가 정확히 발바닥 끝에 엎드리고 몸의 일부를 눈에 보일 정도로 흔든다. 꼬리는 몸 가까이에 두거나, 등에 난 털과 같이 치켜세울 수 있다. 다리는 굉장히 뻣뻣하게 두거나 더 구부려서 몸의 크기를 늘린다. 특히, 고양이가 궁지에 몰렸다고 느끼거나, 탈출하는게 불가능하다고 생각할 때 공격성을 바꾸는 데에 의지할 수 있지만, 고양이는 위협을 느낄 때에 접촉을 피하고 싶어한다.[10][11]

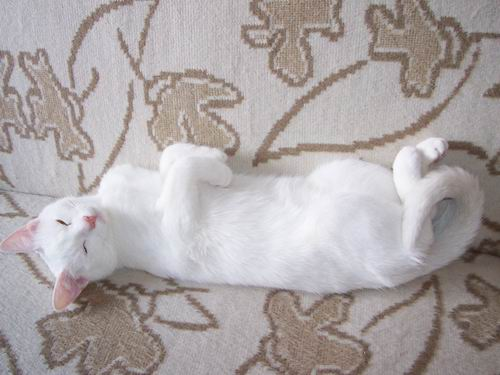
편안함
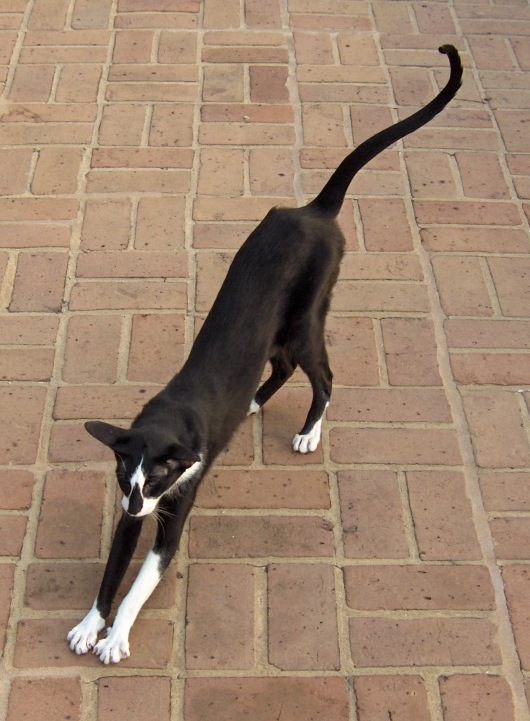
스트레칭
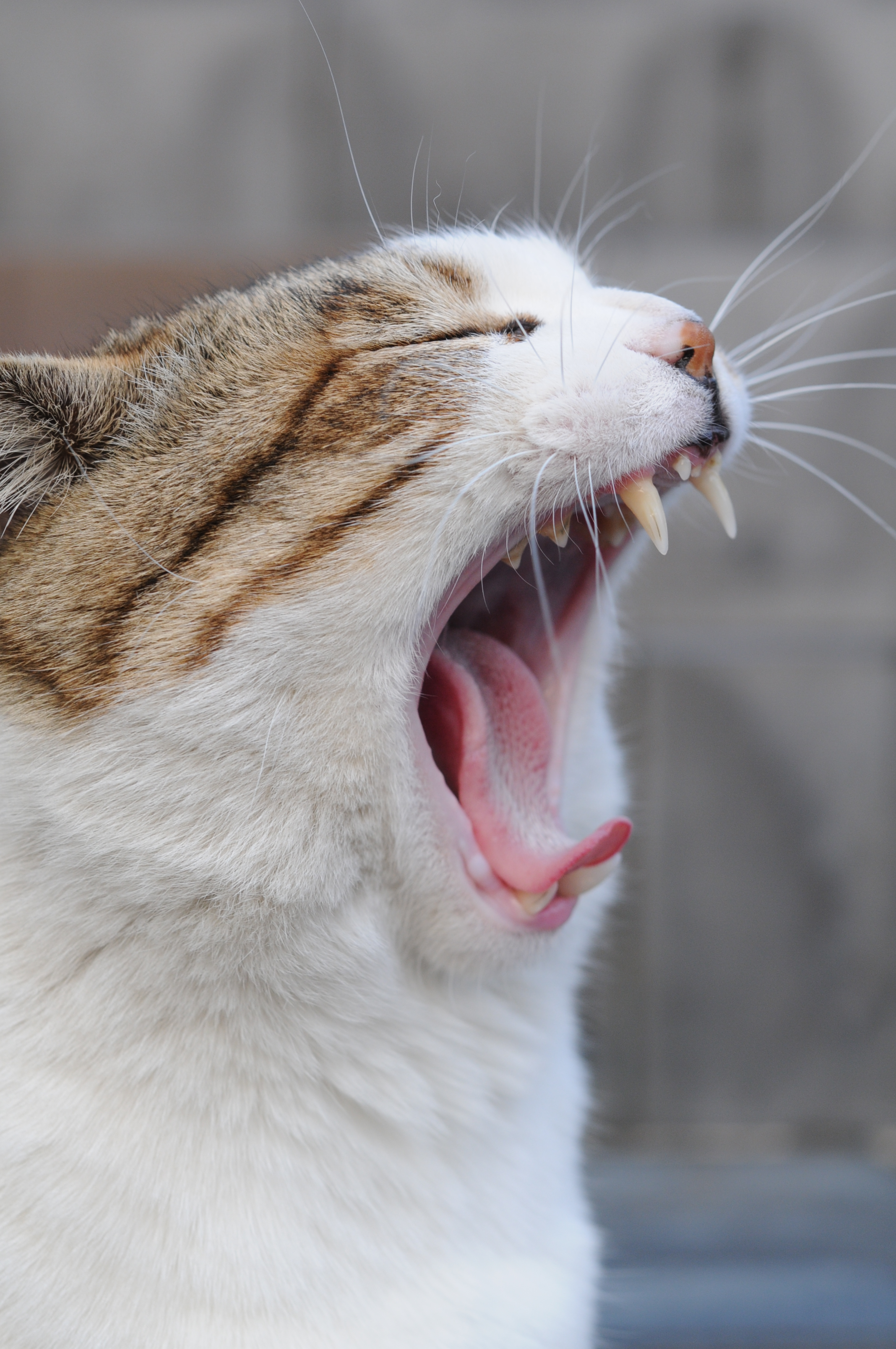
하품
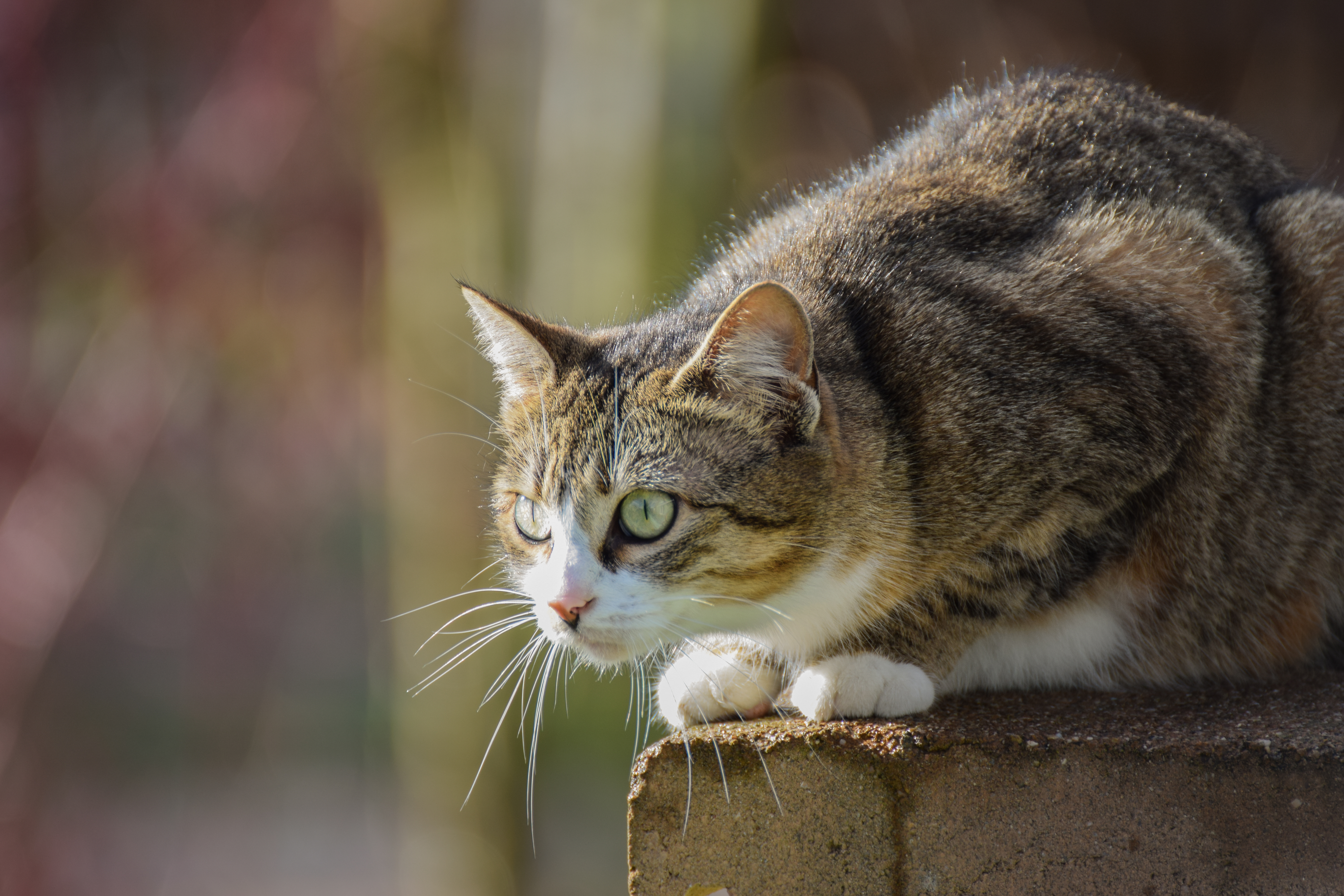
경계
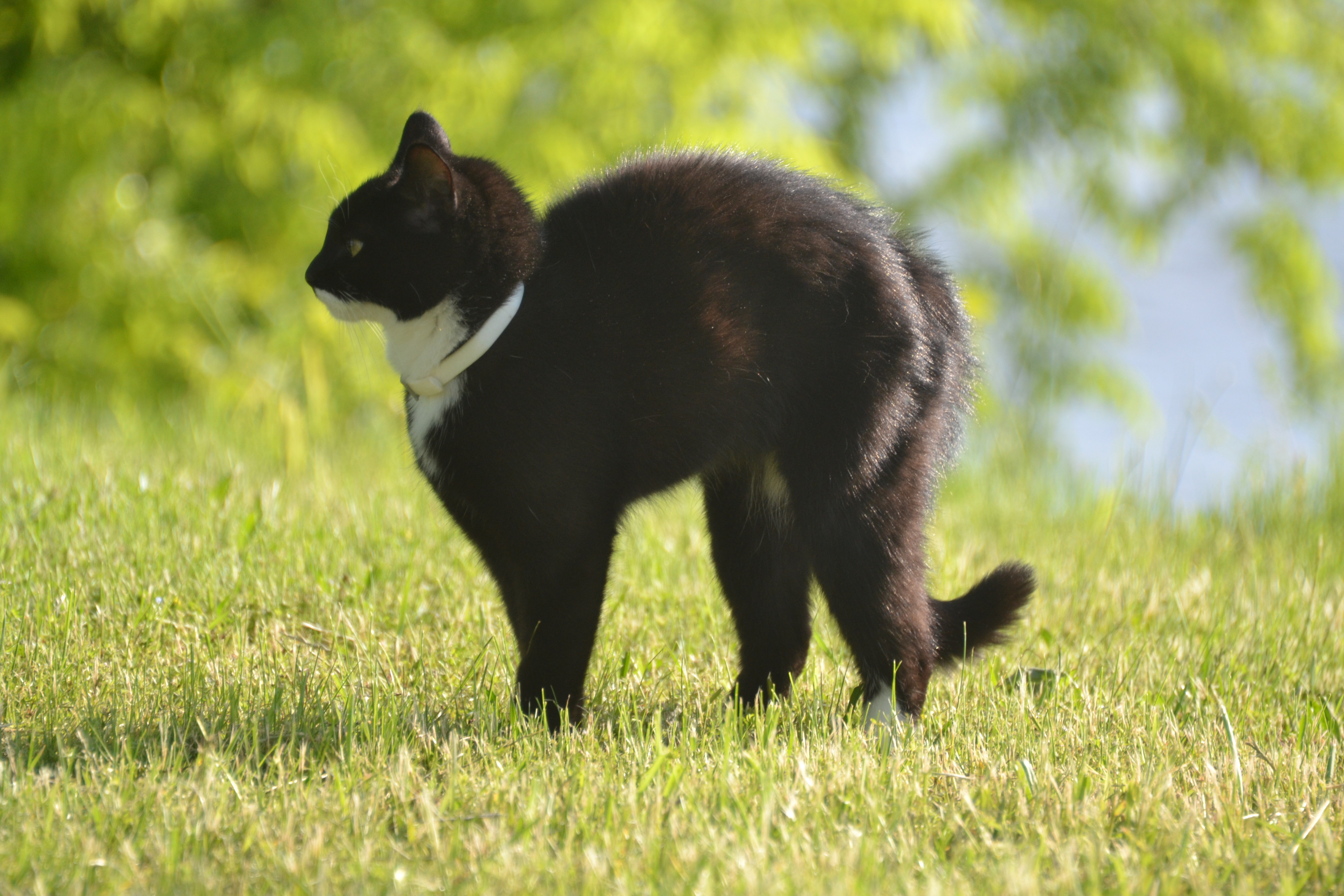
긴장
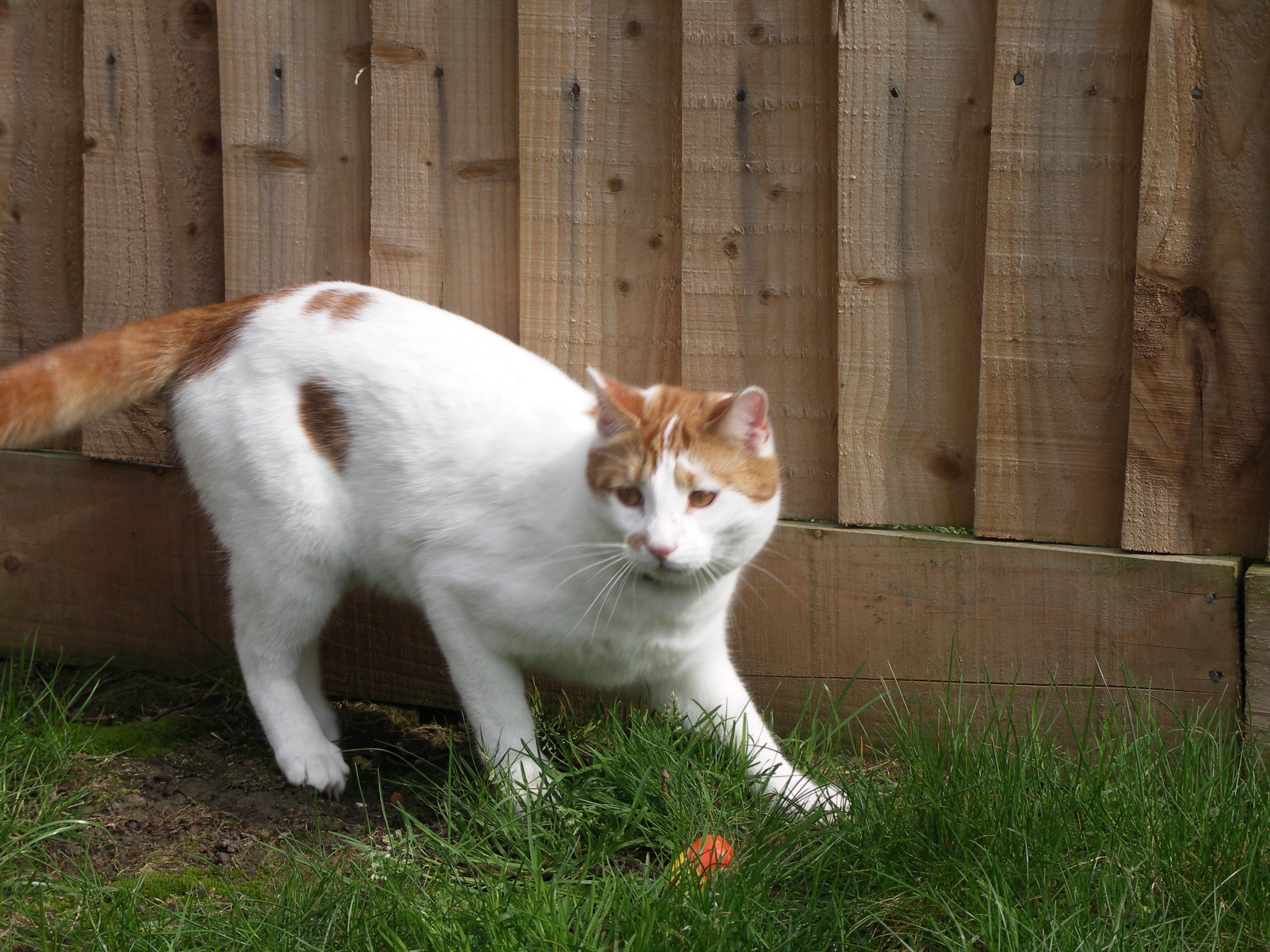
두려움
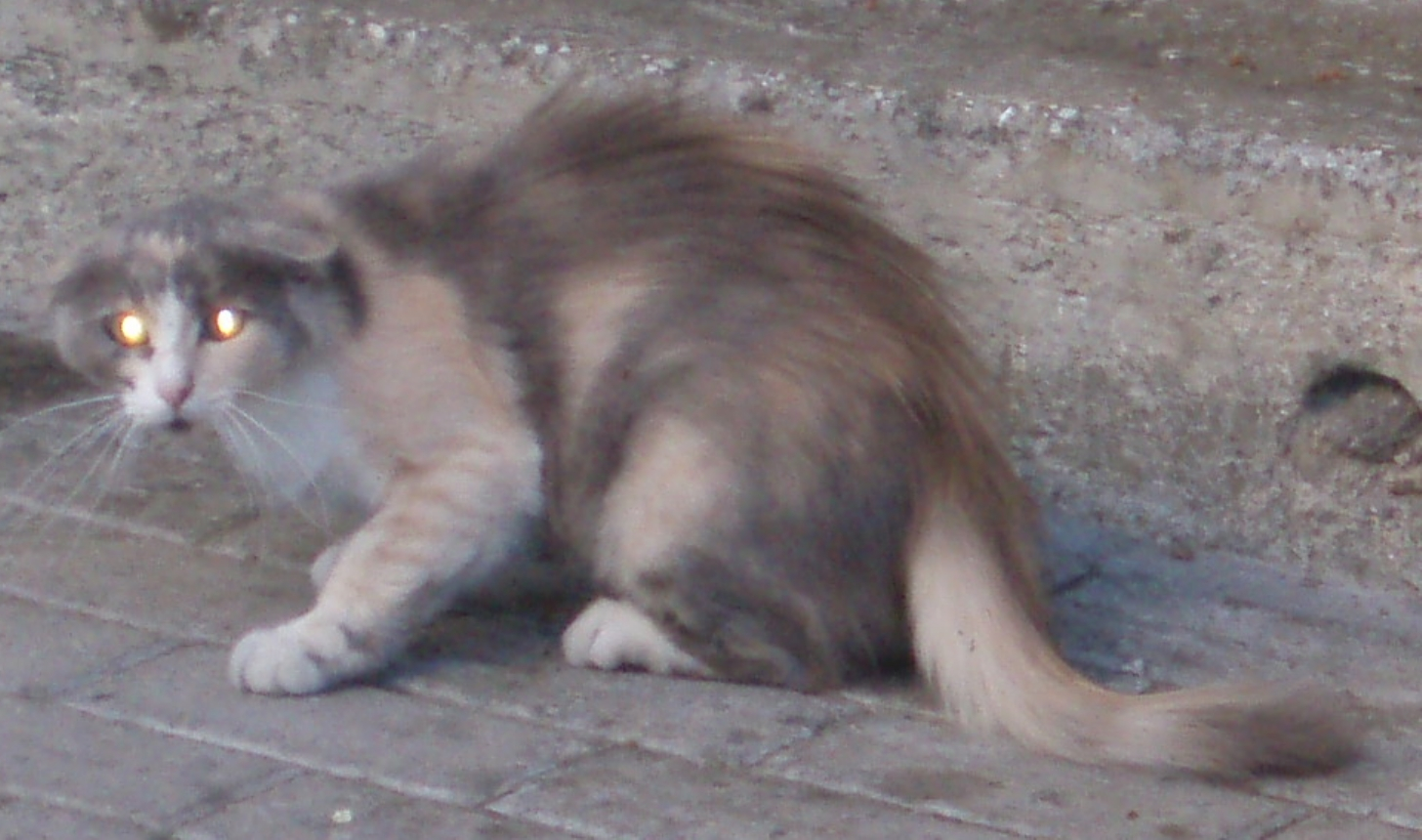
겁먹음

## 꾹꾹이
새끼 고양이들이 젖먹이일 때 젖을 꾹꾹 누르는 것은 엄마의 젖에서 수유를 자극하기 위해 앞발로 반복해서 누르는 것이다.
고양이는 이런 유아기 때의 행동들을 커서 간호할 때까지 간직한다. 몇몇 고양이들은 꾹꾹이를 하면서 털을 손질하고 잠자리를 다듬는다. 꾸준히 앞발을 사용해 밑으로 힘을 가하고, 발톱을 꺼내기 위해 발가락을 연 후, 발을 들어 올리면서 발톱을 닫는다. 이 과정은 1,2 초간의 간격을 두고 발을 바꿔가면서 진행이 된다. 종종 주인의 무릎 위에 올라가서 꾹꾹이를 할 때가 있다.
가장 우선적인 애완 고양이의 행동은 세 살 버릇 여든까지 가기 때문에, 꾹꾹이는 유아기 시절의 행동의 잔재가 어른 애완 고양이의 행동에 남아 있는 것일 수 도 있다. 꾹꾹이는 또 고양이를 자극시켜 주고 기분을 좋게 만들어주는데, 사람이 스트레칭을 하는 것과 비슷한 느낌이다. 꾹꾹이는 종종 잠을 자기 위한 전조이기도 하다. 많은 고양이들이 꾹꾹이를 하는 동안 가르랑거린다. 고양이들은 일반적으로 갓 태어났을 때, 밥을 먹을 때, 또는 어미의 젖을 먹으려고 할 때 가르랑거린다. 일반적으로 두 행동의 연관성은 꾹꾹이를 하는 행동의 근원의 잔재 본능의 증거라고 여겨진다.

## 헐떡임

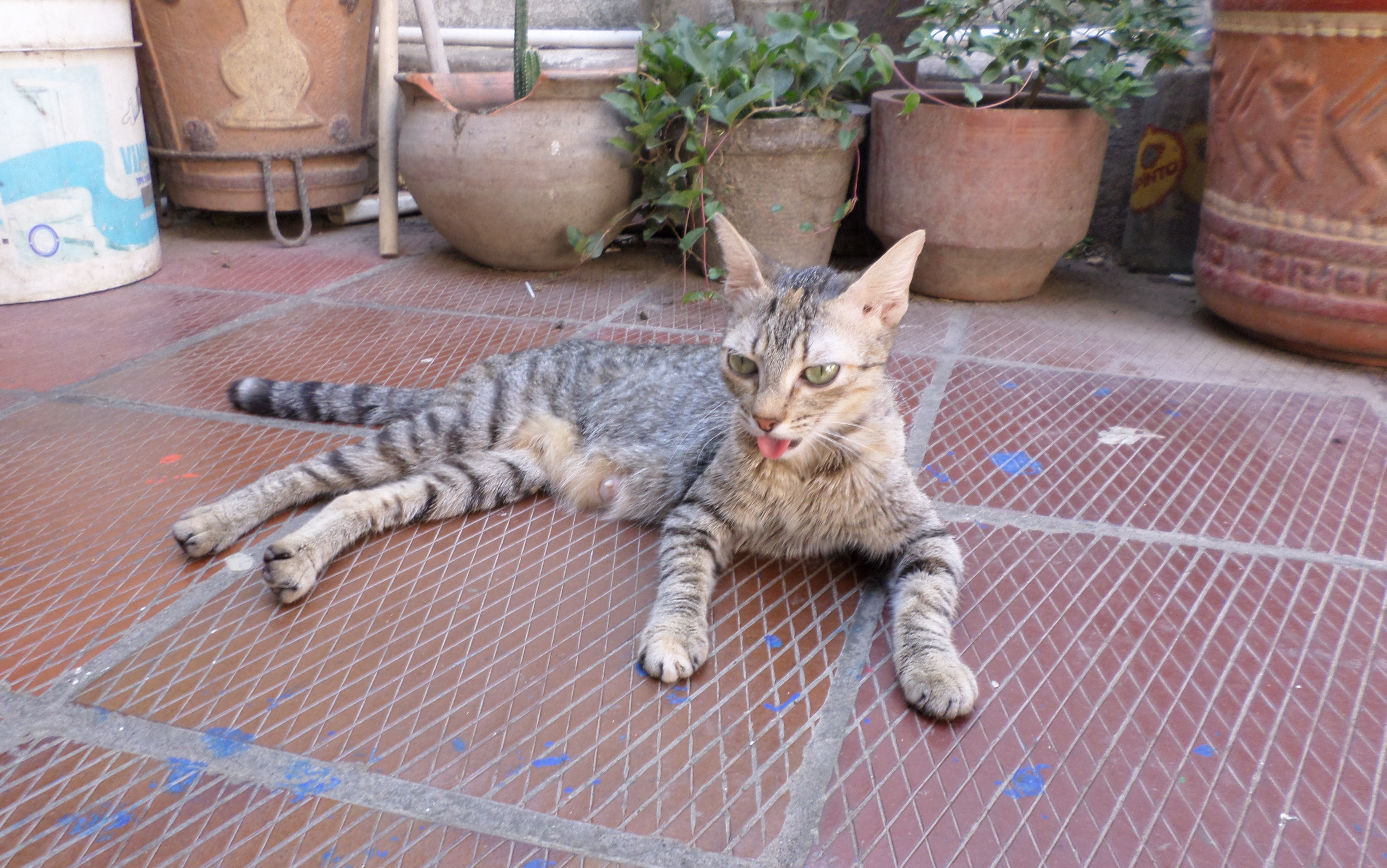
헐떡이는 고양이

개와 다르게, 헐떡거리는 것은 고양이가 따뜻한 환경에 있는 게 아니라면 거의 일어나지 않는 일이다. 몇몇 고양이들은 겁먹음, 공포 또는 흥분을 느낄 때 헐떡거린다. 헐떡거림은 운동하거나 놀 때, 혹은 자동차를 타는 것 같이 스트레스를 유발하는 일이 있을 때 일어날 수 있다. 하지만, 만약에 헐떡거리는 것이 과하거나 고양이가 스트레스에 빠져있다는 것을 드러내는 거라면, 그것은 매우 심각한 증상일 수 있다. 코가 막혔거나, 심장사상충에 걸렸거나, 머리가 아프거나, 또는 약물 중독일 수 있다. 여러 가지 경우에서 고양이과 동물들이 헐떡거리는 것은 특히 기침이나 호흡 곤란 등의 증상을 동반하기 때문에, 이걸 비정상적인 상태로 여기고 의료 긴급 상황으로써 처리해야 한다.

## 식사습관

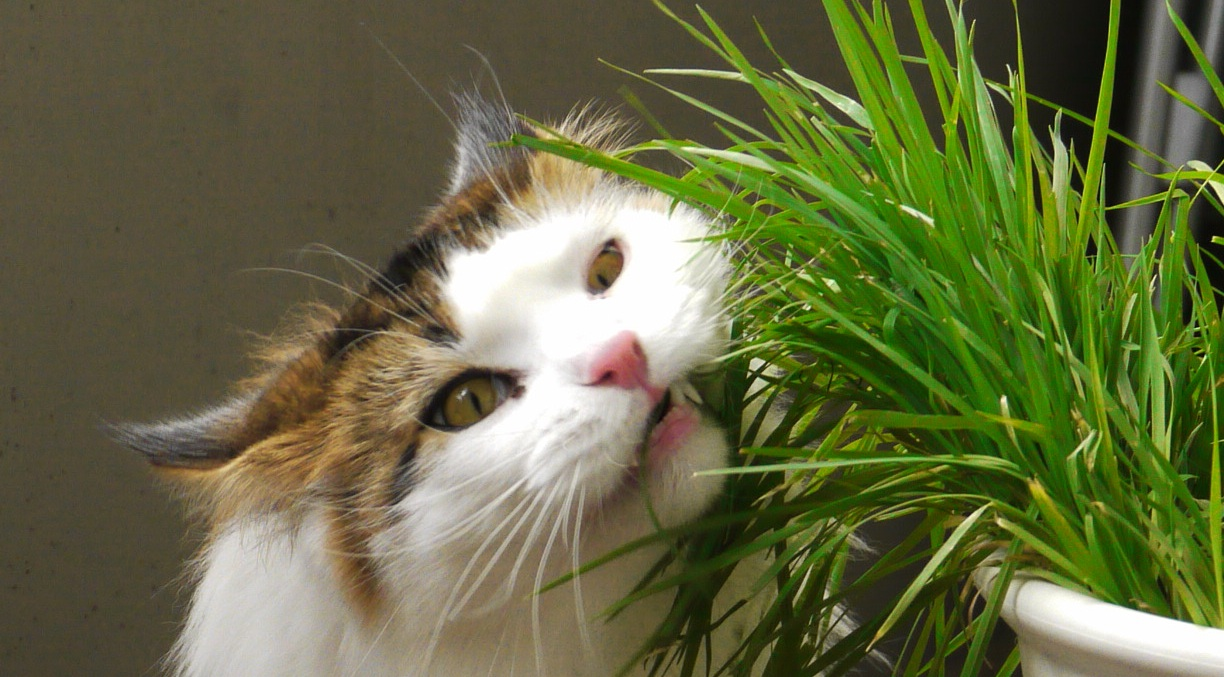
"캣닢"을 먹는 고양이

고양이는 육식 동물이며, 채식은 잘 하지 않는다. 야생의 고양이과 동물들은 주로 영양을 섭취하기 위해서 작은 포유류들을 사냥한다. 많은 고양이들은 소량의 풀을 찾아서 씹을 때가 있는데, 이것은 영양을 섭취하기 위함이 아니다. 고양이가 풀을 먹는 것은 원시 고양이과 동물에게서 유래된 것으로 보이며 그들의 식사에 필요해서 먹는 것이 전혀 아니다. 이런 행동은 원시 고양이과 동물들이 풀을 먹음으로써 내부 기생충을 몰아내려고 했을 것이라 여겨지고 있다.
고양이들은 단맛을 느끼는 미뢰가 혀에 전혀 없기 때문에 단 것에서 맛을 전혀 느낄 수가 없다. 고양이들은 주로 음식의 냄새를 맡으며 아미노산을 통해서 맛을 느낀다. 이러한 것들은 고양이에게 당뇨병을 유발할 수 있다.
고양이는 혓바닥으로 물의 표면을 핥으면서 물을 마신다. 한 번 핥을 때마다 소량의 물을 섭취한다. 일부 사막의 고양이는 자신의 먹잇감의 살을 통해서 물을 섭취하는 것이 가능하지만, 대부분의 고양이들은 마실 수 있는 물이 필요하다.

## 사회화

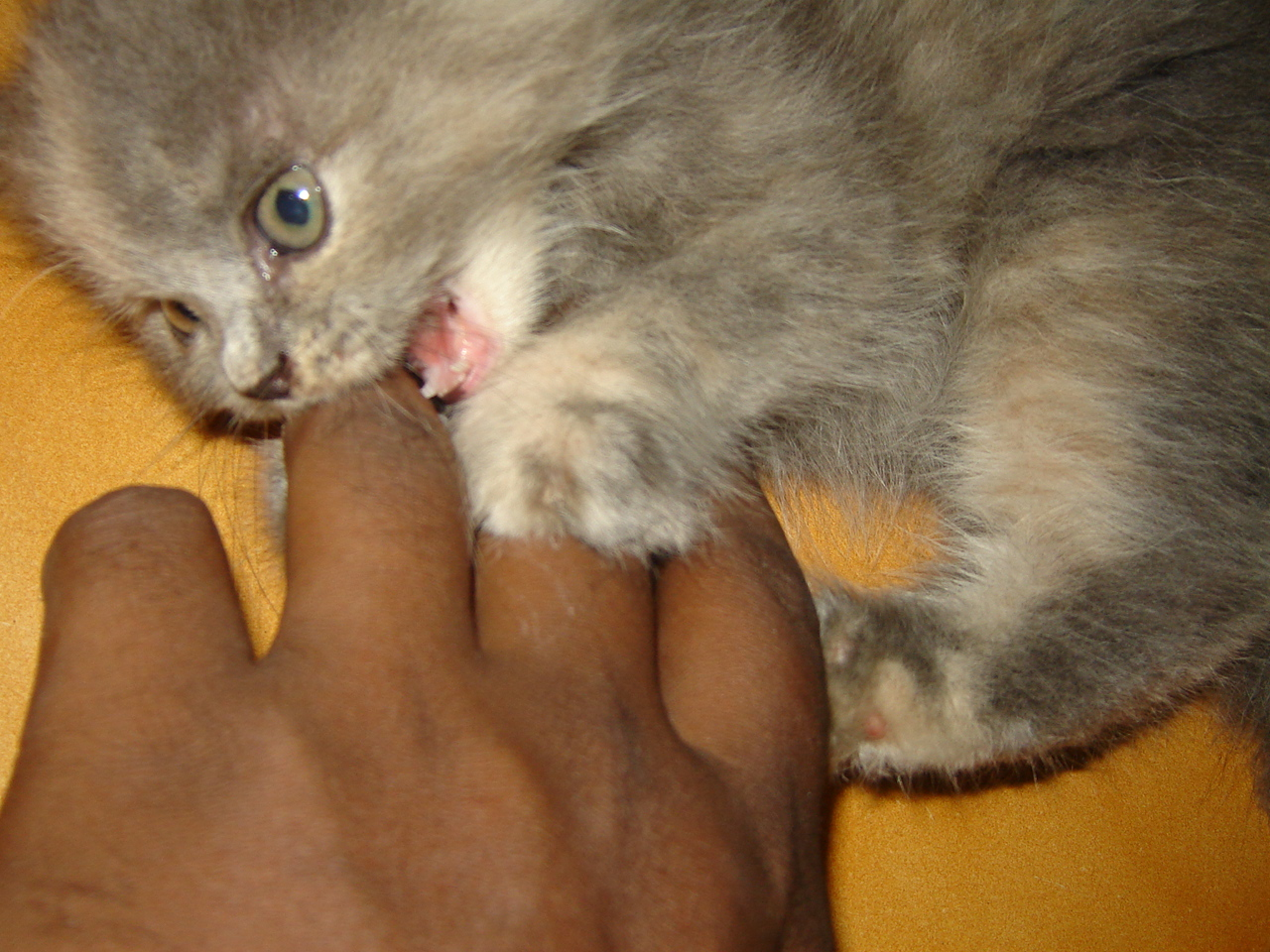
새끼 페르시안 고양이가 장난을 치고 있는 모습이다

새끼 고양이들은 처음에는 사람을 무서워하는 게 일반적이다. 하지만 첫 16주 동안 올바르게 기른다면, 새끼들은 곧 어떤 사람과도 잘 지낼 수 있다. 새끼 고양이들은 장난을 치기 위해서 깨물고 핥고 긁어대고, 또는 빠르게 발길질을 하면서 장난을 치려고 한다.
생 후 2주에서 7주 정도 된 집 나간 새끼 고양이들은 한 달 정도 포획되어있으면 사회화가 가능하다. 이 기간에는 고양이들이 사회화가 되는 시간이며 사람에게 사회화 될 수 있는 유일한 시간이다. 몇몇 종은 유전적 영향이나 특정한 상황에서 습득한 경험 때문에 사람에 의해서 사회화 되는 것이 불가능하다. 새끼 고양이를 사회화 할 수 있는 가장 좋은 방법은 매 주 5시간 씩 고양이를 돌보는 것이다. 이 과정은 사회화가 완료된 다른 고양이가 있으면 더 쉽지만, 집 나간 고양이의 상황에서는 꼭 필요하진 않다. 만약 조련된 고양이가 작은 배변통에 소변을 본다면, 더 작은 다른 고양이들도 따라하게 된다. 첫 만남 때 두꺼운 장갑을 착용하는 것은 신뢰가 형성되기까지 굉장히 추천하는 행동이며, 특히 첫 주간은 그렇게 하는 것이 권장된다.
어른 고양이를 사회화하는 것은 어려운 일이다. 사회화된 길 잃은 성인 고양이는 사회화 기간 동안 만난 사람에게만 신뢰를 보내며, 그에 따라 낯선 사람에게는 적개심을 드러낸다.
고양이들은 매우 친한 동반자가 될 수 있다. 고양이가 생후 2주에서 7주 사이에 사회화가 됐다면 말이다. 이 기간 동안, 사회적 기술들이 발달하기 시작한다. 새끼 고양이들은 호기심이 많은 동물이라 많은 사물을 장난감 취급한다. 새끼 고양이에게 장난감을 주거나 올라갈 수 있는 막대기를 주는 것은 그들이 천천히 사회화를 할 수 있도록 도움을 준다.

## 고양이의 환경
고양이는 자신의 환경을 필요에 따라서 조성하는 것을 좋아한다. 다른 조상들처럼, 애완 고양이들도 독립적인 영역을 유지하려는 본능적인 욕구가 있지만 쉽게 질리는 성격 때문에 일반적으로 다른 고양이와 함께 살려고 한다. 고양이가 오랜 시간 동안 혼자서 살게 된다면 다른 고양이와 어떻게 의사소통을 해야하는지 잊어버릴 수 있다.
하지만 종종 혼자 사는 집에 새끼 고양이를 들이는 것은 나쁜 생각이 될 수 있다. 만약 이미 성인 고양이가 존재하는 곳에 다른 고양이를 들인다면 다른 고양이와 이미 사회화를 마친 다른 성인 고양이를 들이는 것이 훨씬 낫다. 만약 새끼 고양이가 다 자란 고양이가 있는 곳에 들여진다면, 성인 고양이는 자신의 영역에 침범하고 위협을 당했다고 느끼고 침입자에게 공격적인 태도를 보이면서 고양이의 공격성을 드러낼 것이다. 만약 이런일이 발생한다면, 새끼 고양이는 그 고양이와 떨어뜨려야 하고, 서로의 향취가 묻은 수건을 비벼주면서 천천히 받아들일 수 있게 해줘야 한다.
고양이는 자신의 영역을 표시하는 데에 두드러지는 사물에 향취와 페로몬을 이용한다. 만약 그 사물이나 냄새가 제거된다면, 고양이는 환경에 대한 인식에 위화감을 느끼게 된다.

## 같이 보기
- 그루밍
- 슈뢰딩거의 고양이
- 톡소포자충
- 새끼 고양이
- 개